# Jüdischer Friedhof (Kostelec u Křížků)
Koordinaten: 49° 54′ 30,1″ N, 14° 33′ 10,7″ O

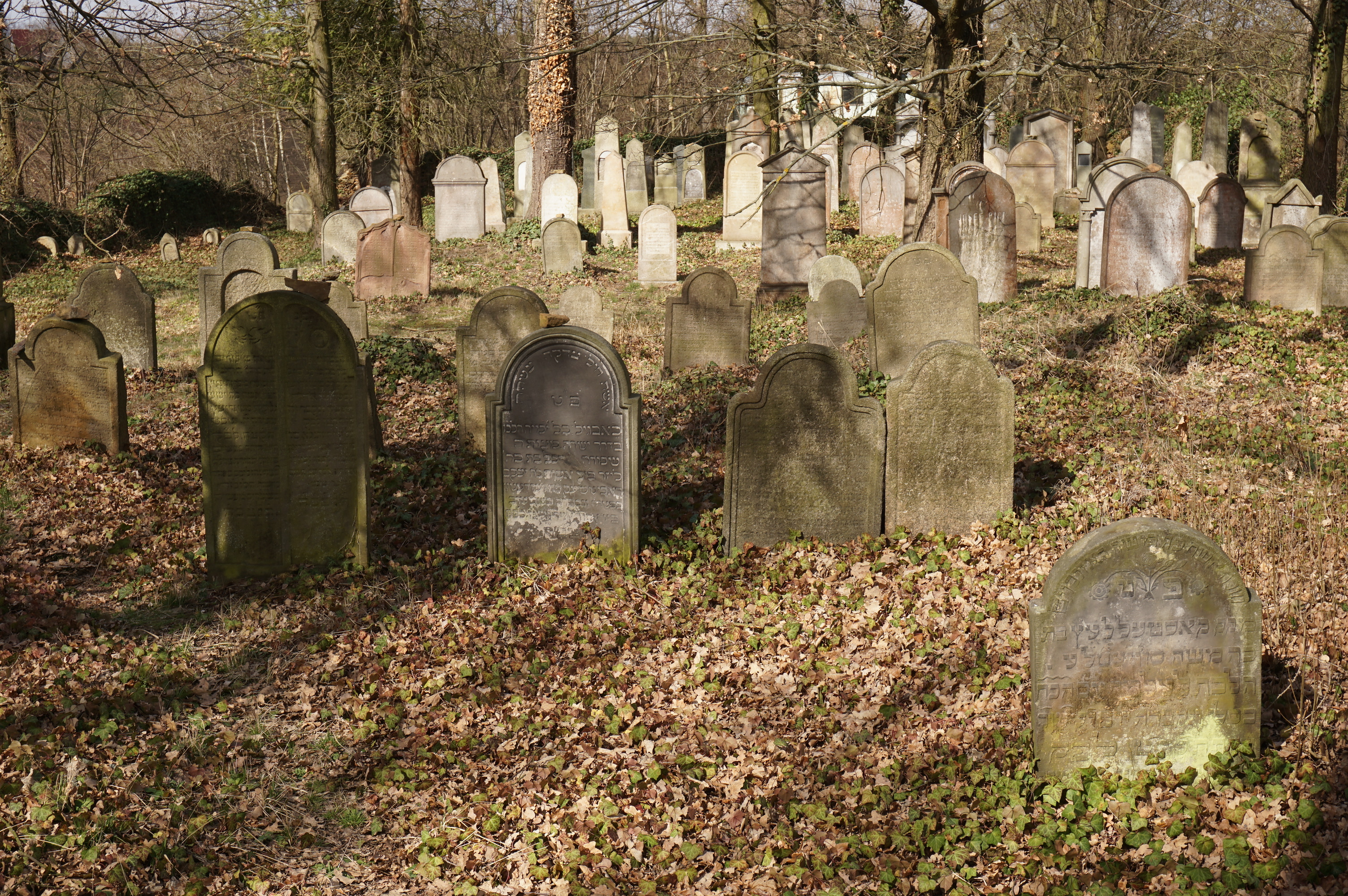
Jüdischer Friedhof in Kostelec u Křížků

Der Jüdische Friedhof in Kostelec u Křížků (deutsch Kreuzkosteletz), einer tschechischen Gemeinde im Okres Praha-východ, wurde vermutlich Anfang des 18. Jahrhunderts angelegt. Der jüdische Friedhof nordwestlich des Ortes ist seit 1988 ein geschütztes Kulturdenkmal.
Auf dem Friedhof sind heute noch viele Grabsteine erhalten. Der älteste stammt aus dem Jahr 1724.